# Rodný dům Johanna Gregora Mendela
Rodný dům Johanna Gregora Mendela je venkovská usedlost č. p. 69 v Hynčicích na Novojičínsku. Dům pochází z 18. století. Jde o kulturní památku České republiky, památkově chráněná je od roku 1958. Od roku 1965 se zde nachází Památník Johanna Gregora Mendela.
Nyní se v objektu mj. nachází muzeum věnované jak zakladateli genetiky, tak Moravskému Kravařsku a genetice i šlechtitelství. Nalezneme zde také společenský sál, posluchárnu, turistickou ubytovnu a obecní knihovnu.

## Johann Gregor Mendel
Johann Gregor Mendel se v domě narodil 20. července 1822 otci Antonu Mendelovi, rolníkovi, a matce Rosině, rozené Schwirtlich. Jménem Johann byl chlapec pokřtěn v kostele sv. Petra a Pavla v sousední obci Vražné. Žil zde do svých jedenácti let a v průběhu svého života se sem často vracel.
Byl zakladatelem genetiky, objevitelem základních zákonů dědičnosti a opatem Starobrněnského augustiniánského opatství.

## Rekonstrukce a exekuce
Ve 20. století dům dlouho chátral, od roku 2002 o jeho obnovu usiloval bývalý starosta Vražného Vladimír Nippert, který pro ten účel založil Nadační fond Rodný dům J. G. Mendela. Několikaletá přestavba vyšla na více než 30 milionů korun, většina peněz pocházela z fondů Evropské unie. V roce 2007 byl zrekonstruovaný dům otevřen a zpřístupněn veřejnosti jako muzeum věnované Gregoru Mendelovi a návštěvnické centrum venkovského regionu Moravské Kravařsko. Slouží také jako turistická ubytovna.
V roce 2013 byla na dům kvůli dluhům vlastníka, Nadačního fondu Rodný dům J. G. Mendela, nařízena exekuce, po zaplacení dluhů v témže roce bylo exekuční řízení zrušeno. Na začátku roku 2015 ale dům čelil exekuci znovu.
Od září 2018, kdy byl převeden darem od původního majitele Nadační fond Rodný dům J. G. Mendela, je objekt majetkem obce Vražné.